# Areca andersonii
Areca andersonii är en enhjärtbladig växtart som beskrevs av John Dransfield. Areca andersonii ingår i släktet Areca och familjen Arecaceae. Inga underarter finns listade i Catalogue of Life.